# Taylorsville (Caroline du Nord)
La ville de Taylorsville est le siège du comté d'Alexander, situé en Caroline du Nord, aux États-Unis.
Elle fait partie de The Unifour (en), l'aire statistique métropolitaine qui réunit quatre comtés avec les villes de Lenoir, Morganton et Hickory.

## Histoire
La ville est formée en même temps que le comté, en 1847. Comme indiqué dans les archives du comté, publiées par la Société généalogique du comté d'Alexander, une commission a été nommée pour sélectionner un site au plus près du centre du comté pour y établir le siège de la justice locale. La ville tire son nom du général Zachary Taylor qui était à cette époque engagé dans la guerre au Mexique.
Les terrains furent donnés par J.M. Bogle (22 acres), William Matheson (13 acres) et James James (11,75 acres), soit un total de 46,75 acres. La plupart des terres était recouvertes de forêt, la route de Statesville vers Morganton passait au sud de la ville.
Une commission fut nommée pour disposer de la ville et vendre des lots fonciers afin d'amasser des fonds pour la construction d'un palais de justice et d'une prison. Le 11 août 1847, 47 lots furent vendus, le 30 novembre 10 lots et 5 autres le 8 mars 1848 pour un total de 6 674,75 dollars. La ville fut incorporée officiellement en 1851.
Son premier maire fut John Watts. Les limites de la ville faisaient un carré d'un demi-mile de côté.

## Démographie
Au recensement de 2000, il y avait 1 799 habitants, 746 ménages et 446 familles résidentes. La densité était de 897,6 hab/km2. Le revenu par tête était de 14 876 dollars, avec 21,3 % de la population sous le seuil de pauvreté.
| Groupe                           | Taylorsville | Caroline du Nord | États-Unis |
| -------------------------------- | ------------ | ---------------- | ---------- |
| Blancs                           | 80,8         | 68,5             | 72,4       |
| Afro-Américains                  | 13,0         | 21,5             | 12,6       |
| Autres                           | 2,7          | 4,4              | 6,4        |
| Métis                            | 2,0          | 2,2              | 2,9        |
| Asiatiques                       | 1,3          | 2,2              | 4,8        |
| Amérindiens                      | 0,1          | 1,3              | 0,9        |
| Total                            | 100          | 100              | 100        |
|                                  |              |                  |            |
| Hispaniques et Latino-Américains | 6,3          | 8,4              | 16,7       |

| 1870 | 1880 | 1900 | 1910 | 1920  | 1930 |
| ---- | ---- | ---- | ---- | ----- | ---- |
| 169  | 180  | 413  | 662  | 1 122 | 926  |

| 1940  | 1950  | 1960  | 1970  | 1980  | 1990  |
| ----- | ----- | ----- | ----- | ----- | ----- |
| 1 122 | 1 310 | 1 470 | 1 231 | 1 103 | 1 566 |

| 2000  | 2010  | - | - | - | - |
| ----- | ----- | - | - | - | - |
| 1 799 | 2 098 | - | - | - | - |

## Économie
Une usine de meubles, Mitchell Gold Co. (en) est basée dans la ville.

## Personnalités liées à la ville
- Harry Gant (en), pilote automobile, y est né en 1940.
- Harry Deal and the Galaxies (en), groupe de rock 'n' roll formé dans la ville en 1959.
- Charles E. Allen (en), fonctionnaire au département de la Sécurité intérieure, y est né en 1936.
- Guppy Troup (en), joueur de bowling professionnel y est né en 1950.
- Romulus Zachariah Linney (1841-1910), qui y est enterré.